# Dial Drunk
«Dial Drunk» —en español: «Llamaré borracho»— es una canción del cantautor estadounidense Noah Kahan perteneciente a la reedición de 2023 de su tercer álbum de estudio, Stick Season (2022). Fue lanzado a través de Republic Records y Mercury Records como el tercer sencillo del álbum el 18 de julio de 2023, después de que el mismo día se lanzara una versión a dúo con el rapero y cantante estadounidense Post Malone. Kahan, Malone y Noah Levine escribieron la canción, mientras que el primero y Gabe Simon se encargaron de producirla. La canción incluye elementos de música folk y alternativa, mientras que Malone aporta su estilo pop en la versión a dúo de la canción mientras cantan sobre un ex amante que no regresa.

## Antecedentes
Acerca de colaborar con Malone en la versión a dúo de «Dial Drunk», Kahan dijo en un comunicado de prensa:

«La reacción a "Dial Drunk" ha sido increíble y abrumadora. Nunca sé cuándo o por qué una canción llegará y ver el significado y la conexión que has sacado de esta pista [que] me ha inspirado de una manera que nunca antes me había inspirado. Solo puedes imaginar mi sorpresa y emoción cuando Post me dijo que no solo quería cantar en él, sino escribir su propio verso. He estado escuchando a Post Malone desde que salió "White Iverson", e incluso hice una versión de "Congratulations" justo cuando comenzaba mi carrera. Se siente como un momento de círculo completo, y ha sido un sueño hecho realidad hacer realidad esta colaboración».

## Posicionamiento en listas

### Semanales
| País (Lista 2023–2024)                        | Mejor posición | Ref    |
| --------------------------------------------- | -------------- | ------ |
| Australia (ARIA)                              | 45             | [ 3 ]  |
| Canadá (Canadian Hot 100)                     | 12             | [ 4 ]  |
| Estados Unidos (Billboard Hot 100)            | 25             | [ 5 ]  |
| Estados Unidos (Adult Contemporary)           | 21             | [ 6 ]  |
| Estados Unidos (Adult Pop Airplay)            | 9              | [ 7 ]  |
| Estados Unidos (Hot Rock & Alternative Songs) | 3              | [ 8 ]  |
| Estados Unidos (Pop Airplay)                  | 18             | [ 9 ]  |
| Estados Unidos (Rock Airplay)                 | 3              | [ 10 ] |
| Global 200 (Billboard)                        | 39             | [ 11 ] |
| Global Excl. U.S. (Billboard)                 | 199            | [ 12 ] |
| Irlanda (IRMA)                                | 11             | [ 13 ] |
| Noruega (VG-lista)                            | 33             | [ 14 ] |
| Nueva Zelanda (RMNZ)                          | 26             | [ 15 ] |
| Países Bajos (Single Tip)                     | 9              | [ 16 ] |
| Reino Unido (UK Singles Chart)                | 32             | [ 17 ] |

### Anuales
| País (Lista 2023)                             | Mejor Posición | Ref    |
| --------------------------------------------- | -------------- | ------ |
| Canadá (Canadian Hot 100)                     | 55             | [ 18 ] |
| Estados Unidos (Billboard Hot 100)            | 80             | [ 19 ] |
| Estados Unidos (Hot Rock & Alternative Songs) | 7              | [ 20 ] |
| Estados Unidos (Rock Airplay)                 | 16             | [ 21 ] |

## Certificaciones
| País (Organismo certificador) | Certificaciones | Ventas certificadas | Ref.   |
| ----------------------------- | --------------- | ------------------- | ------ |
| Australia (ARIA)              | Oro             | 35 000              | [ 22 ] |
| Canadá (MC)                   | 2× Platino      | 160 000             | [ 23 ] |
| Estados Unidos (RIAA)         | Platino         | 1 000               | [ 24 ] |
| Reino Unido (BPI)             | Oro             | 400 000             | [ 25 ] |

## Historial de lanzamiento
| Región         | Fecha               | Formato                    | Versión         | Discográfica | Ref.             |
| -------------- | ------------------- | -------------------------- | --------------- | ------------ | ---------------- |
| Estados Unidos | 13 de junio de 2023 | Alternative radio          | Original        | Republic     | [cita requerida] |
| Estados Unidos | 18 de julio de 2023 | Descarga digital streaming | con Post Malone | Republic     | [ 26 ]           |
| Estados Unidos | 18 de julio de 2023 | Contemporary hit radio     | con Post Malone | Republic     | [cita requerida] |